# Søren Sørensen (organist)
 Der er flere personer med dette navn, se Søren Sørensen.
Søren Ole Sørensen (29. september 1920 i København – 20. november 2001) var en dansk cembalist, organist, musikhistoriker og professor.
Sørensen var som barn sanger i Københavns Drengekor. Han studerede ved organisten Finn Viderø og tog organisteksamen 1943 og i 1945 mag.art. i musikvidenskab.
Han var medstifter af kammerorkesteret Collegium Musicum, hvor han også var cembalist. Han blev i 1947 organist ved Holmens Kirke, hvor han efterfulgte Knud Jeppesen. I 1958 blev han professor i musikvidenskab ved Aarhus Universitet og hans disputats var "Diderik Buxtehudes vokale kirkemusik". Han var Aarhus Universitets rektor i årene 1967–1971 og bestyrelsesformand i Statens Humanistiske Forskningsråd og i Dansk Organist- og Kantorsamfund. Sørensen blev landskendt i 1960’erne, da han var med i panelet i Spørg Århus, der blev sendt direkte i tv fra Stakladen.